# روبرتو رومئو
روبرتو رومئو (انگلیسی: Roberto Romeo؛ زادهٔ ۲۷ آوریل ۱۹۹۰) بازیکن فوتبال اهل ایتالیا است.